# Alain Boureau
Alain Boureau (1946) è un medievista francese.

## Biografia
Allievo di Jacques Le Goff, è directeur d'études all'École des hautes études en sciences sociales e condirettore delle collane Histoire e Bibliothèque scolastique della casa editrice Les Belles Lettres. I suoi studi medievistici, con speciale riguardo alla religiosità, sono stati tradotti in molti paesi 

## Opere
- L'aigle. Chronique politique d'un emblème, éditions du Cerf, Paris, 1985, pp.204.
- Le Simple Corps du roi. L’impossible sacralité des souverains français (XVe-XVIIIe siècle), Paris, Les Éditions de Paris, 1988, pp.155; ried., 2000.
- La papessa Giovanna. Storia di una leggenda medievale (La Papesse Jeanne, 1988), Collana Paperbacks e readers Microstoria, Torino, Einaudi, 1991, ISBN 978-88-061-2275-1.
- Histoires d’un historien. Kantorowicz, Paris, Gallimard, 1990.
- L’Événement sans fin. Récit et christianisme au Moyen Âge, Paris, Les Belles Lettres, 1993.
- Le Droit de cuissage. Histoire de la fabrication d'un mythe (XIIIe-XXe siècle), Paris, Albin Michel, 1995.
- Satana eretico. Nascita della demonologia nell'Occidente medievale (1280-1330) (Satan hérétique: naissance de la démonologie dans l'Occident médiéval (1280-1330) , 2004), Milano, Baldini & Castoldi, 2004, ISBN 978-88-849-0877-3.
- Jacques de Voragine. La Légende dorée, Paris, Gallimard, 2004, pp.1664.
- La Religion de l’État. La construction de la République étatique dans le discours théologique de l’Occident médiéval (1250-1350), Paris, Les Belles Lettres, 2006, pp.351.
- L’Empire du livre. Pour une histoire du savoir scolastique (1200-1380), Paris, Les Belles Lettres, 2007, pp.360.
- De vagues individus. La condition humaine dans la pensée scolastique, Paris, Les Belles Lettres, 2008, pp.364.
- L’inconnu dans la maison. Richard de Mediavilla, les Franciscains et la Vierge Marie à la fin du XIIIe siècle, Paris, Les Belles Lettres, 2010, pp.220.
- En somme. Pour un usage analytique de la scolastique médiévale, Lagrasse, Verdier, 2011, pp.96.
- L'Errance des normes, Éléments d'éthique scolastique (1220-1320), Paris, Les Belles Lettres, 2016, pp.304.
- Le Feu des manuscrits. Lecteurs et scribes des textes médiévaux, Paris, Les Belles Lettres, 2018, pp.192.